# Czarna woalka
Czarna woalka (ros. Чёрная вуаль / Chyornaya vual) – rosyjski film kryminalny z 1995 roku w reżyserii Aleksandra Proszkina.

## Opis fabuły
Początek XX wieku, Petersburg. Po długiej nieobecności, powraca do miasta mecenas Roszkin. Jest przystojny, mądry i bardzo bogaty. Szybko otoczony zostaje wianuszkiem pięknych dam. I to właśnie kobiety staną w kręgu podejrzanych, gdy niebawem mecenas padnie ofiarą zabójstwa.

## Obsada
- Irina Mietlickaja
- Aleksandr Abdułow
- Tatiana Wasiljewa
- Natalia Pietrowa
- Maria Romanowa
- Piotr Jandanow
- Walerij Doronin

i inni